# Callisaurus draconoides
Genre
Espèce
Synonymes
- Homolosaurus ventralis Hallowell, 1852
- Callisaurus ventralis (Hallowell, 1852)
- Callisaurus crinitus Cope, 1896
- Callisaurus rhodostictus Cope, 1896
- Callisaurus draconoides gabbi Cope, 1900
- Callisaurus draconoides splendidus Dickerson, 1919
- Callisaurus carmenensis Dickerson, 1919
- Callisaurus inusitanus Dickerson, 1919

Statut de conservation UICN

 LC  : Préoccupation mineure
Le lézard à queue de zèbre, Callisaurus draconoides, unique représentant du genre Callisaurus, est une espèce de sauriens de la famille des Phrynosomatidae.

## Répartition
Cette espèce se rencontre :
- aux États-Unis dans le sud-ouest de la Californie, au Nevada, dans l'Arizona et au Nouveau-Mexique ;
- au Mexique en Basse-Californie, en Basse-Californie du Sud, dans le Sonora et dans le Sinaloa.

## Description

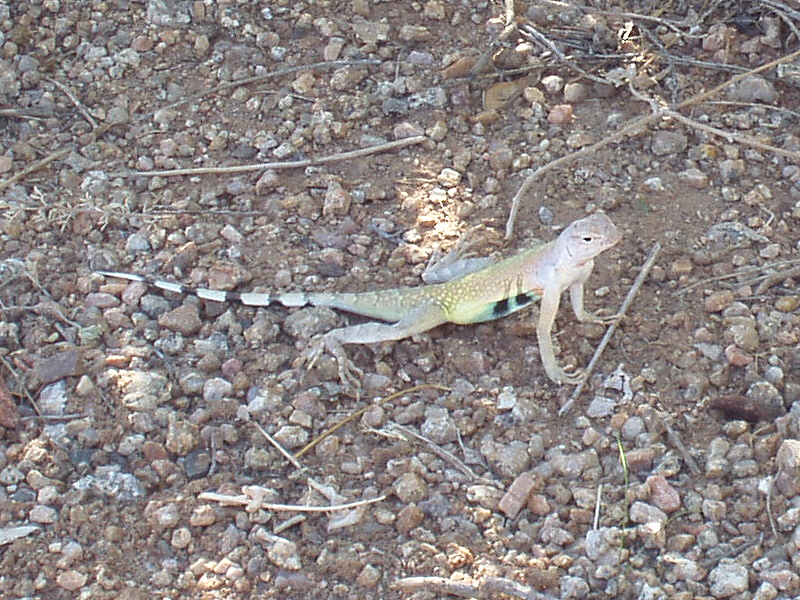

Ce lézard qui atteint 6 à 10 cm vit dans des zones arides à désertiques. Il est de couleur sable à brun, avec des bandes noires sur la queue et des points foncés sur le dos. Les mâles présentent de plus deux taches noires sur les côtés. Il a un corps assez fin, avec des pattes bien découpées, les postérieures étant bien développées. Les doigts sont fins et longs, adaptés à la marche sur le sable.
Ce sont des animaux diurnes qui supportent de fortes chaleurs. La nuit ils s'enfouissent dans le sable. Ils sont carnivores et chassent un grand nombre d'insectes et autres arthropodes ainsi que de petits reptiles, et ils peuvent à l'occasion consommer des végétaux.

Ils sont la proie de nombreux animaux.

## Reproduction
Cette espèce se reproduit durant l'été. Les femelles pondent de 2 à 8 œufs enterrés, qui incubent de juillet à novembre.

## Liste des sous-espèces
Selon The Reptile Database (18 février 2013) :
- Callisaurus draconoides bogerti Martin Del Campo, 1943
- Callisaurus draconoides brevipes Bogert & Dorson, 1942
- Callisaurus draconoides carmenensis Dickerson, 1919
- Callisaurus draconoides crinitus Cope, 1896
- Callisaurus draconoides draconoides Blainville, 1835
- Callisaurus draconoides inusitanus Dickerson, 1919
- Callisaurus draconoides myurus Richardson, 1915
- Callisaurus draconoides rhodostictus Cope, 1896
- Callisaurus draconoides ventralis (Hallowell, 1852)

## Publications originales
- Blainville, 1835 : Description de quelques espèces de reptiles de la Californie précédée de l’analyse d’un système général d’herpétologie et d’amphibiologie. Nouvelles Annales du Muséum d'Histoire Naturelle, vol. 4, p. 233-296 (texte intégral).
- Bogert & Dorson, 1942 : A new lizard of the genus Callisaurus from Sonora. Copeia, vol. 1942, no 3, p. 173-175.
- Cope, 1896 : On the genus Callisaurus. The American Naturalist, vol. 30, p. 1049-1050 (texte intégral).
- Dickerson, 1919 : Diagnoses of twenty-three new species and a new genus of lizards from Lower California. Bulletin of the American Museum of Natural History, vol. 41, no 10, p. 461-477 (texte intégral).
- Hallowell, 1852 : Descriptions of new species of reptiles inhabiting North America. Proceedings of the Academy of Natural Sciences of Philadelphia, vol. 6, p. 177-182 (texte intégral).
- Martin Del Campo, 1943 : Callisaurus draconoides bogerti subsp. nov.. Anales del Instituto de Biologia, Universidad Nacional Autonoma de Mexico, vol. 14, no 2, p. 519-621.
- Richardson, 1915 : Reptiles of northwestern Nevada and adjacent territory. Proceedings of the United States National Museum, vol. 48, p. 403-435 (texte intégral).